# Малодовгі
Малодо́вгі (рос. Малодолгие) — присілок у складі Частоозерського округу Курганської області, Росія.
Населення — 56 осіб (2010, 165 у 2002).
Національний склад станом на 2002 рік:
- росіяни — 70 %